# Virú (fleuve)
Pour les articles homonymes, voir Virú (homonymie).
Le Virú (río Virú en espagnol) est un fleuve du nord du Pérou traversant la région de La Libertad. Il prend sa source dans les Andes et se jette dans l'océan Pacifique.